# Tipula basispinosa
Tipula basispinosa är en tvåvingeart som beskrevs av Alexander 1970. Tipula basispinosa ingår i släktet Tipula och familjen storharkrankar. Inga underarter finns listade i Catalogue of Life.